# Sveriges statsminister
Sveriges statsminister er Kongeriget Sveriges regeringsleder. Statsministeren leder regeringen, hvis ministre (svensk: statsråd) han udpeger. Sveriges statsminister vælges af Sveriges Riksdag, siden 1975 efter forslag fra Sveriges riksdags talman.
Embedet som Sveriges statsminister blev oprettet den 20. marts 1876, hvor det tidligere embede justitiestatsminister blev delt op i de to embeder statsminister og justitsminister. Samtidig blev embedet som udenrigsstatsminister erstattet af embedet som udenrigsminister.
Siden 1995 har Sveriges statsminister haft sin officielle residens i det Sagerske hus, som ligger i det centrale Stockholm. Statsministeren har desuden adgang til at bruge herregården Harpsund i Södermanland, der fungerer som rekreationsbolig, siden den blev doneret til riksdagen til dette formål i 1953.
Sveriges nuværende statsminister er Ulf Kristersson fra Moderaterna.

## Liste over Sveriges statsministre

### Nulevende tidligere statsministre
- Nulevende tidligere statsministre
- Ingvar Carlsson
født 9. november 1934 (90 år)
statsminister 1986–1991 og 1994–1996
- Carl Bildt
født 15. juli 1949 (75 år)
statsminister 1991–1994
- Göran Persson
født 20. januar 1949 (76 år)
 statsminister 1996–2006
- Fredrik Reinfeldt
født 4. august 1965 (59 år)
statsminister 2006–2014
- Stefan Löfven
født 21. juli 1957 (67 år)
statsminister 2014–2021
- Magdalena Andersson
født 23. januar 1967 (58 år)
statsminister 2021–2022